# Zinédine Machach
Zinédine Machach (Marseille, 1996. január 5. –) francia–marokkói labdarúgó, középpályás, a Jonikósz játékosa.